# Federazione calcistica del Kuwait
La Federazione calcistica del Kuwait (in arabo الإتحاد الكويتي لكرة القدم‎?, in inglese Kuwait Football Association, acronimo KFA), è l'organo sportivo responsabile dell'amministrazione del calcio in Kuwait.
Pone sotto la propria egida il campionato e la Nazionale kuwaitiana. Fu fondata nel 1952, dal 1962 è affiliata all'AFC e alla FIFA. Il presidente è Talal Fahad Al Sabah.